# Modèle OCDM
En cosmologie, le modèle OCDM (pour Open Cold Dark Matter) désigne un modèle cosmologique représentant un univers homogène et isotrope, dont la courbure spatiale est négative, et qui contient de la matière noire en plus de la matière ordinaire.
Ce modèle était motivé dans les années 1990 par la détection indirecte de matière noire, dont l’estimation de la densité était inférieure à celle de la densité critique. Le modèle supposait qu’il n’existait pas d’autres formes de matière que la matière noire et la matière ordinaire, et donc que la densité totale de l’Univers était inférieure à la densité critique. Dans ce cas, la courbure spatiale de l’Univers devait être négative (terme souvent abusivement désigné comme « univers ouvert »).
Le modèle OCDM a été abandonné à la fin des années 1990 à la suite de la découverte de l’accélération de l'expansion de l'Univers, puis avec les premières mesures précises de la densité totale de l’Univers, très proche de la densité critique. Ces considérations ont amené les astrophysiciens a considérer que le modèle cosmologique qui décrivait le mieux l’Univers était un modèle ΛCDM.